# Arculfo
Arculfo (em latim: Asculfus) foi um franco do século VII, talvez bispo de Périgueux segundo Alexis de Gourgues, ou monge nalgum mosteiro. Beda relata que, ao voltar duma peregrinação à Terra Santa cerca de 670 ou 690, foi lançado por uma tempestade no norte da Grã-Bretanha, onde foi recebido por Adomnano, abade do mosteiro da ilha de Iona, a quem deu uma narrativa detalhada de suas viagens na Terra Santa, permitindo a Adomnano produzir uma obra descritiva em três volumes sobre Jerusalém, Belém, as principais cidades da Palestina e Constantinopla.